# Associazione Sportiva L'Aquila 1934-1935
Questa voce raccoglie le informazioni riguardanti l'Associazione Sportiva L'Aquila nelle competizioni ufficiali della stagione 1934-1935.

## Stagione
Per l'Associazione Sportiva L'Aquila, la stagione 1934-1935 fu la 1ª assoluta in Serie B.
Si trattò, inoltre, del primo anno di presidenza dell'avvocato Giovanni Centi Colella che sostituì nella carica Adelchi Serena, tra i fondatori del club e podestà cittadino, in procinto di trasferirsi a Roma in qualità di reggente del Partito Nazionale Fascista.
Per l'esordio nel secondo livello del campionato italiano di calcio, dopo lunghe valutazioni, la società scelse di non proseguire il rapporto con Ottavio Barbieri e di affidare la guida tecnica all'ungherese József Ging, che l'anno prima sedeva sulla panchina Fiorentina in Serie A. La rosa fu puntellata con l'arrivo di Giovanni Battioni e Romolo Remigi, entrambi provenienti dalla Lazio, mentre Antonio Budini venne scambiato con Giordano Colaussi della SPAL.
L'Aquila venne inserita nel gruppo B e fece il suo esordio a Bari venendo sconfitta per 4-0 dai biancorossi locali, poi vincitori del girone; nonostante l'inesperienza e l'obiettivo salvezza, i rossoblù furono la sorpresa del torneo grazie soprattutto ad un ottimo rendimento casalingo. Durante il girone di ritorno, a salvezza già acquisita, L'Aquila scambiò il proprio tecnico con quello del Pisa; per le ultime sei gare di campionato, sulla panchina dei rossoblù, sedette quindi György Orth, connazionale di Ging.
La 4ª posizione raggiunta al termine della stagione è, ad oggi, il miglior risultato di sempre nella storia della società.

## Divise
| Casa | Trasferta |

## Rosa
| N. |                   | Ruolo | Calciatore        |
| -- | ----------------- | ----- | ----------------- |
|    | Italia (bandiera) | A     | Umberto Amedori   |
|    | Italia (bandiera) | C     | Giovanni Battioni |
|    | Italia (bandiera) | P     | Luigi Bertuzzi    |
|    | Italia (bandiera) | A     | Marino Bon        |
|    | Italia (bandiera) | A     | Antonio Budini    |
|    | Italia (bandiera) | A     | Antonio Carnevali |
|    | Italia (bandiera) | A     | Giordano Colaussi |
|    | Italia (bandiera) | C     | Walter Corsanini  |
|    | Italia (bandiera) | C     | Aldo Giannini     |

| N. |                   | Ruolo | Calciatore                     |
| -- | ----------------- | ----- | ------------------------------ |
|    | Italia (bandiera) | D     | Floro La Roma Iezzi (capitano) |
|    | Italia (bandiera) | D     | Augusto Mattei (II)            |
|    | Italia (bandiera) | D     | Mario Pavoni                   |
|    | Italia (bandiera) | C     | Renato Piacentini              |
|    | Italia (bandiera) | A     | Romolo Remigi                  |
|    | Italia (bandiera) | C     | Bruno Rossi (I)                |
|    | Italia (bandiera) | C     | Mario Rossi (II)               |
|    | Italia (bandiera) | P     | Orlando Sain                   |
|    | Italia (bandiera) | C     | Dino Testoni                   |

## Risultati

### Serie B

#### Girone di andata
| Arbitro: | Conticini (Firenze) |

|                                         |           |  |
| Loetti 9’ Banchero 43’, 82’ Ferrero 51’ | Marcatori |  |

| Arbitro: | Biancone (Roma) |

|                                                   |           |                      |
| Battioni 11’, 61’ Colaussi 52’ Corsanini 59’, 80’ | Marcatori | 56’ (rig.) Gagliardi |

| Arbitro: | De Jurco (Trieste) |

|           |           |              |
| Viola 52’ | Marcatori | 15’ Colaussi |

| Cremona 21 ottobre 1934 4ª giornata | Cremonese         | 0 – 0 | L’Aquila | Stadio Giovanni Zini\| Arbitro: \| Beraldi (Oneglia) \| |
| Arbitro:                            | Beraldi (Oneglia) |       |          |                                                         |

| Arbitro: | Saracini (Ancona) |

|                          |           |              |
| Rossi I 24’ Colaussi 59’ | Marcatori | 5’ D'Odorico |

| Arbitro: | Bartolini (Pisa) |

|                               |           |              |
| Menti I 12’ Mattei 20’ (aut.) | Marcatori | 88’ Battioni |

| Arbitro: | Borghetti (Ancona) |

|                                                        |           |             |
| Carnevali 3’ Battioni 16’, 24’ Remigi 30’ Colaussi 70’ | Marcatori | 77’ Pilotta |

| Arbitro: | Carminati (Milano) |

|                          |           |              |
| Franchini 13’ Cavani 55’ | Marcatori | 75’ Battioni |

| Arbitro: | Bonifazi (Roma) |

|                                |           |            |
| Colaussi 10’ Battioni 33’, 68’ | Marcatori | 23’ Sudati |

| Arbitro: | Carnevali (Roma) |

|            |           |  |
| Grolli 33’ | Marcatori |  |

| Arbitro: | Saracini (Ancona) |

|                           |           |  |
| Remigi 40’, 50’, 66’, 81’ | Marcatori |  |

| Arbitro: | Bettucchi (Bologna) |

|             |           |  |
| Luciani 28’ | Marcatori |  |

| Arbitro: | Pizziolo (Firenze) |

|  |           |           |
|  | Marcatori | 53’ Zanni |

| Arbitro: | Bartolini (Pisa) |

|                                       |           |             |
| Rossi I 28’ (rig.) Remigi 56’ Bon 80’ | Marcatori | 5’ Bellotti |

| Arbitro: | Mazza (Torre del Greco) |

|                               |           |                           |
| Turchi 29’ (rig.) Panzeri 32’ | Marcatori | 43’ Colaussi 72’ Battioni |

#### Girone di ritorno
| Arbitro: | Moretti (Genova) |

|         |           |             |
| Bon 12’ | Marcatori | 60’ Ferrero |

| Arbitro: | Gianni (Pisa) |

|             |           |         |
| Pastore 17’ | Marcatori | 35’ Bon |

| Arbitro: | Galeati (Bologna) |

|  |           |           |
|  | Marcatori | 67’ Rallo |

| Aquila degli Abruzzi 10 marzo 1935 19ª giornata | L’Aquila           | 0 – 0 | Cremonese | Stadio XXVIII Ottobre\| Arbitro: \| Pecchiura (Torino) \| |
| Arbitro:                                        | Pecchiura (Torino) |       |           |                                                           |

| Arbitro: | Caironi (Milano) |

|                                |           |                            |
| Frossi 26’, 29’, 88’ Baldo 46’ | Marcatori | 6’ Carnevali 89’ Corsanini |

| Arbitro: | Scotti (Taranto) |

|                                  |           |  |
| Colaussi 29’ (rig.) Battioni 51’ | Marcatori |  |

| Arbitro: | Mattea (Torino) |

|                          |           |                          |
| Pilotta 44’ Kossovel 70’ | Marcatori | 16’ Carnevali 89’ Remigi |

| Arbitro: | De Santis (Roma) |

|        |           |  |
| Bon 5’ | Marcatori |  |

| Arbitro: | Mazza (Torre del Greco) |

|                            |           |                                 |
| Pavanello 3’ Montanari 65’ | Marcatori | 30’ Bon 37’ Colaussi 55’ Remigi |

| Arbitro: | Saracini (Ancona) |

|                           |           |                |
| Colaussi 60’ Bon 75’, 87’ | Marcatori | 30’, 41’ Landi |

| Arbitro: | Pizziolo (Firenze) |

|              |           |  |
| Boni 1’, 82’ | Marcatori |  |

Nella 27ª giornata L'Aquila non ha giocato, per il ritiro del Grion Pola dal campionato.
| Arbitro: | Corradini (Bologna) |

|               |           |               |
| Locatelli 30’ | Marcatori | 75’ Carnevali |

| Arbitro: | Gianelli (Genova) |

|                      |           |                                    |
| Varoli 32’ Braga 60’ | Marcatori | 5’ Battioni 25’ Bon 46’ 73’ Remigi |

| Arbitro: | Levrero (Genova) |

|            |           |  |
| Remigi 42’ | Marcatori |  |

## Statistiche

### Statistiche di squadra
| Competizione | Punti | In casa | In casa | In casa | In casa | In casa | In casa | In trasferta | In trasferta | In trasferta | In trasferta | In trasferta | In trasferta | Totale | Totale | Totale | Totale | Totale | Totale | DR  |
| Competizione | Punti | G       | V       | N       | P       | Gf      | Gs      | G            | V            | N            | P            | Gf           | Gs           | G      | V      | N      | P      | Gf     | Gs     | DR  |
| ------------ | ----- | ------- | ------- | ------- | ------- | ------- | ------- | ------------ | ------------ | ------------ | ------------ | ------------ | ------------ | ------ | ------ | ------ | ------ | ------ | ------ | --- |
| Serie B      | 32    | 14      | 10      | 2       | 2       | 32      | 10      | 14           | 2            | 6            | 6            | 18           | 26           | 28     | 12     | 8      | 8      | 50     | 36     | +14 |
| Totale       | -     | 14      | 10      | 2       | 2       | 32      | 10      | 14           | 2            | 6            | 6            | 18           | 26           | 28     | 12     | 8      | 8      | 50     | 36     | +14 |